# Louis Antoine Ponchard

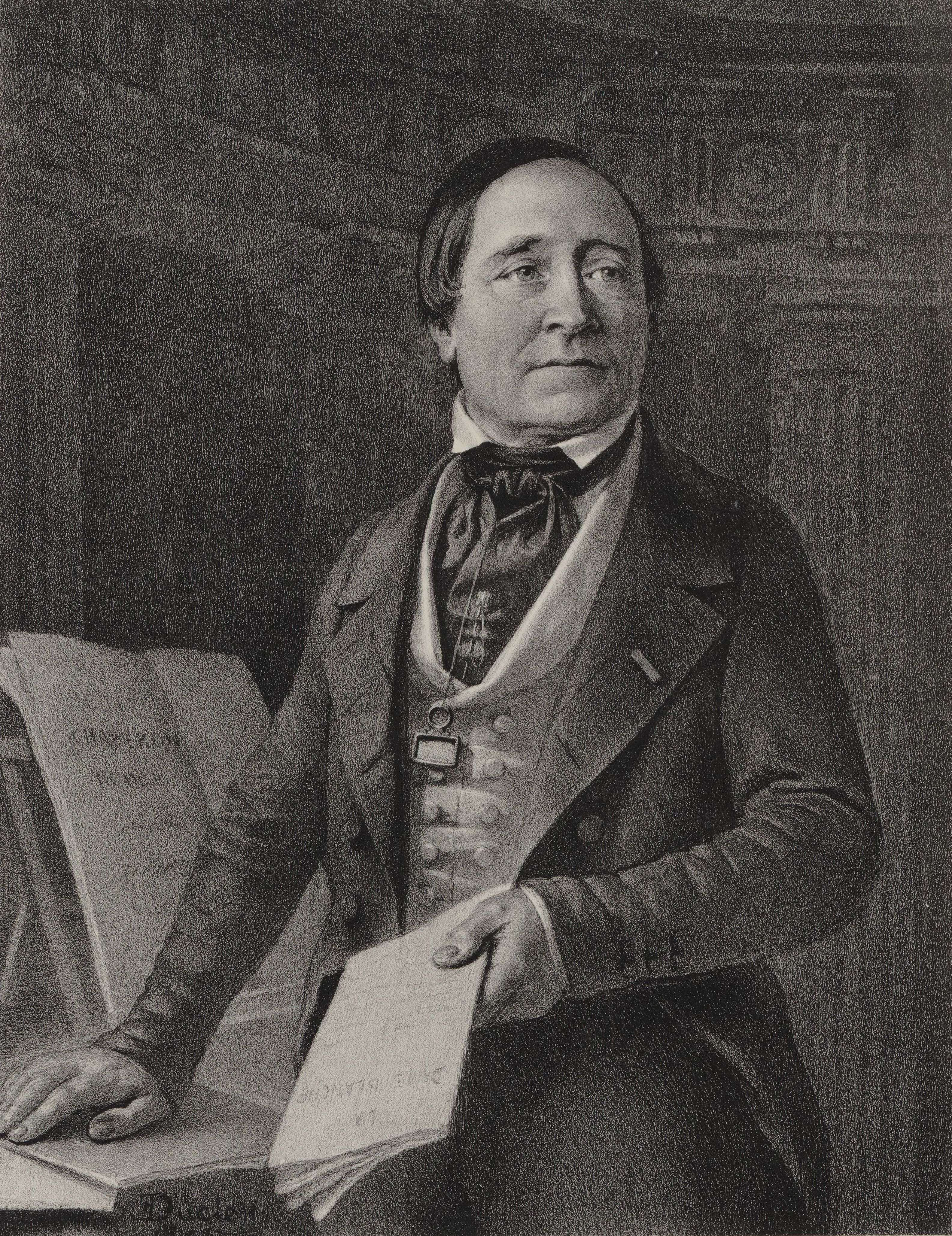
Louis Antoine Eléonore Ponchard, erstellt zwischen 1848 und 1865

Louis Antoine Eléonore Ponchard (* 31. August 1787 in Paris; † 6. Januar 1866 ebenda) war ein französischer Opernsänger (Tenor) und Gesangspädagoge.

## Leben
Ponchard, Sohn des Komponisten und Dirigenten Antoine Ponchard (1758–1827), debütierte 1812 in der Oper L’Ami de la maison von André-Ernest-Modeste Grétry. 1825 sang er die Hauptrolle des George Brown in der Uraufführung der Oper La dame blanche von François-Adrien Boïeldieu. Er trat auch in den Uraufführungen von Boïeldieus Opern Petit Chaperon Rouge und Deux Nuits, der Opern Joconde von Nicolas Isouard, Masaniello von Michele Carafa, Zémire et Azor von Grétry und mehrerer Opern Aubers auf.
Ponchard unterrichtete Gesang am Konservatorium von Lille. Zu seinen Schülern zählten Henri-Bernard Dabadie, Jean Baptiste Faure, Giovanni Mario, Louis-Henri Obin, Ernst Pasqué, Rosine Stoltz, Jean Baptiste Weckerlin, Charles Marie Ponchard und Gustave Roger. Auch sein Sohn Jean Ponchard wurde als Sänger bekannt.